# Associazione Calcio Lumezzane 2002-2003
Questa voce raccoglie le informazioni riguardanti l'Associazione Calcio Lumezzane nelle competizioni ufficiali della stagione 2002-2003.

## Stagione
Nella stagione 2002-2003 il Lumezzane disputa il girone A del campionato di Serie C1, raccoglie 45 punti con il nono posto in classifica. La squadra rossoblù allenata dal confermato tecnico Giancarlo D'Astoli nel girone di andata mette insieme 20 punti, mentre è di 25 punti il bottino che raccoglie nel girone di ritorno, chiudendo il torneo a sei lunghezze dai Play-off. Migliori realizzatore dei valgobbini sono Nello Russo con 9 reti, e con 7 reti Massimiliano Guidetti. Nella Coppa Italia i rossoblù hanno disputato il girone D raccogliendo 5 punti con una sola sconfitta, ma proprio contro gli altoatesini del Sudtirol che hanno vinto il girone con 8 punti.

## Divise e sponsor
Lo sponsor tecnico per la stagione 2002-2003 è Lotto, mentre lo sponsor ufficiale è Fin-Eco-Leasing.
| Manica sinistra · Maglietta · Maglietta · Manica destra · Pantaloncini · Calzettoni |

## Organigramma societario
Area direttiva
- Presidente: Giambattista Prandelli
- Direttore generale: Gianbortolo Pozzi

Area organizzativa
- Segretario generale: Fausto Corsini
- Addetto stampa: Renato Schena

Area tecnica
- Allenatore: Giancarlo D'Astoli
- Preparatore atletico: Luigi Febrari

Area sanitaria
- Medici sociali: Achille Lazzaroni
- Massaggiatori: Italo Mini

## Rosa
| N. |                   | Ruolo | Calciatore            |
| -- | ----------------- | ----- | --------------------- |
|    | Italia (bandiera) | P     | Marco Borghetto       |
|    | Italia (bandiera) | P     | Luca Brignoli         |
|    | Italia (bandiera) | D     | Stefano Botti         |
|    | Italia (bandiera) | D     | Mauro Coppini         |
|    | Italia (bandiera) | D     | Emanuele Bruni        |
|    | Italia (bandiera) | D     | Omar Volfango Campana |
|    | Italia (bandiera) | D     | Roberto Cortellini    |
|    | Italia (bandiera) | D     | Stefano Medda         |
|    | Italia (bandiera) | D     | Marco Zaninelli       |
|    | Italia (bandiera) | C     | Roberto Angius        |
|    | Italia (bandiera) | C     | Giorgio Biancospino   |
|    | Italia (bandiera) | C     | Luis Fernando Centi   |

| N. |                       | Ruolo | Calciatore            |
| -- | --------------------- | ----- | --------------------- |
|    | Francia (bandiera)    | C     | Doumbya Lassana       |
|    | Italia (bandiera)     | C     | Giordan Ligarotti     |
|    | Italia (bandiera)     | C     | Salvatore Masiello    |
|    | Italia (bandiera)     | C     | Biagio Pagano         |
|    | Italia (bandiera)     | C     | Cristiano Scazzola    |
|    | Italia (bandiera)     | C     | Michele Sella         |
|    | Italia (bandiera)     | C     | Pietro Strada         |
|    | Italia (bandiera)     | C     | Cristian Trapella     |
|    | Italia (bandiera)     | A     | Massimiliano Guidetti |
|    | Italia (bandiera)     | A     | Nello Russo           |
|    | Jugoslavia (bandiera) | A     | Emil Zubin            |
|    | Italia (bandiera)     | A     | Gilberto Zanoletti    |

## Risultati

### Campionato

#### Girone di andata
| Lumezzane 1º settembre 2002 1ª giornata | Lumezzane             | 0 – 0 | Varese | Nuovo Stadio Comunale\| Arbitro: \| Ciancaleoni (Foligno) \| |
| Arbitro:                                | Ciancaleoni (Foligno) |       |        |                                                              |

| La Spezia 8 settembre 2002 2ª giornata | Spezia               | 0 – 0 | Lumezzane | Stadio Alberto Picco\| Arbitro: \| Nicoletti (Macerata) \| |
| Arbitro:                               | Nicoletti (Macerata) |       |           |                                                            |

| Arbitro: | Velotto (Grosseto) |

|               |           |                                 |
| Dunderski 37’ | Marcatori | 50’ Sella 90+4’ (aut.) Ballarin |

| Arbitro: | Sacco (Civitavecchia) |

|              |           |              |
| N. Russo 37’ | Marcatori | 6’ Cimarelli |

| Arbitro: | Damato (Barletta) |

|  |           |                 |
|  | Marcatori | 4’ (rig.) Centi |

| Arbitro: | Gandolfi (Cremona) |

|                                |           |                        |
| Zanoletti 20’ Medda 86’ (rig.) | Marcatori | 7’ Misso 67’ Banchelli |

| Arbitro: | Herberg (Messina) |

|                                   |           |                             |
| Succi 16’ Ginestra 49’ Sotgia 88’ | Marcatori | 56’ N. Russo 90+2’ Guidetti |

| Arbitro: | Nicoletti (Macerata) |

|  |           |                |
|  | Marcatori | 29’ Gasparetto |

| Alzano Lombardo 27 ottobre 2002 9ª giornata | Alzano Virescit   | 0 – 0 | Lumezzane | Stadio Carillo Pesenti Pigna\| Arbitro: \| Stefanini (Prato) \| |
| Arbitro:                                    | Stefanini (Prato) |       |           |                                                                 |

| Arbitro: | Marelli (Como) |

|  |           |           |
|  | Marcatori | 6’ Artico |

| Arbitro: | Celi (Bari) |

|                           |           |                                 |
| Guidetti 59’ Masiello 78’ | Marcatori | 69’ (rig.), 87’ (rig.) Fialdini |

| Arbitro: | Saveri (Viterbo) |

|               |           |                          |
| Testini 90+1’ | Marcatori | 9’ N. Russo 75’ Trapella |

| Arbitro: | Bernardoni (Modena) |

|                                |           |                             |
| N. Russo 37’, 76’ Guidetti 86’ | Marcatori | 49’ Carbone 80’ Salvalaggio |

| Arbitro: | Stefanini (Prato) |

|                                |           |           |
| M. Bianchi 90+3’ Piccoli 90+6’ | Marcatori | 27’ Zubin |

| Arbitro: | Masin (Cervignano del Friuli) |

|             |           |                                         |
| N. Russo 8’ | Marcatori | 27’ Cribari 62’ Marianini 82’ Carruezzo |

| Arbitro: | Ciampi (Pisa) |

|               |           |               |
| Minetti 90+5’ | Marcatori | 29’ Zanoletti |

| Arbitro: | Zambon (Padova) |

|                        |           |                          |
| Botti 52’ N. Russo 66’ | Marcatori | 11’ Araboni 28’ Raimondi |

#### Girone di ritorno
| Arbitro: | Caristia (Siracusa) |

|  |           |              |
|  | Marcatori | 13’ N. Russo |

| Arbitro: | Fiori (Perugia) |

|                                        |           |                                     |
| Medda 23’ Guidetti 44’, 68’ Strada 52’ | Marcatori | 4’ Buso 13’ Fiori 41’, 90+4’ Alessi |

| Arbitro: | Brunialti (Trento) |

|  |           |                         |
|  | Marcatori | 35’ Lorenzini 40’ Gallo |

| Arbitro: | Lioce (Molfetta) |

|             |           |                   |
| Vigiani 75’ | Marcatori | 44’, 79’ Guidetti |

| Lumezzane 2 febbraio 2003 22ª giornata | Lumezzane             | 0 – 0 | Cittadella | Nuovo Stadio Comunale\| Arbitro: \| Di Renzo (Ostia Lido) \| |
| Arbitro:                               | Di Renzo (Ostia Lido) |       |            |                                                              |

| Arbitro: | Marchesi (Bergamo) |

|                                    |           |  |
| Banchelli 2’ (rig.) Paradiso 90+3’ | Marcatori |  |

| Lumezzane 16 febbraio 2003 24ª giornata | Lumezzane        | 0 – 0 | Padova | Nuovo Stadio Comunale\| Arbitro: \| Liberti (Genova) \| |
| Arbitro:                                | Liberti (Genova) |       |        |                                                         |

| Arbitro: | Bo (Genova) |

|               |           |                                      |
| Rinaldini 34’ | Marcatori | 20’ Trapella 46’ Centi 58’ Zanoletti |

| Arbitro: | Saveri (Viterbo) |

|                                           |           |                          |
| Strada 18’, 90+2’ Centi 55’ Zaninelli 78’ | Marcatori | 56’ Liolidis 73’ Stroppa |

| Arbitro: | Salati (Trento) |

|                           |           |  |
| Temelin 8’, 43’ Tatti 76’ | Marcatori |  |

| Arbitro: | Masiero (Mestre) |

|                                                   |           |  |
| Fialdini 8’, 82’ Ambrosi 10’ Guariniello 69’, 75’ | Marcatori |  |

| Arbitro: | De Luca (Pescara) |

|                         |           |  |
| Strada 13’ N. Russo 43’ | Marcatori |  |

| Arbitro: | Lioce (Molfetta) |

|                                 |           |  |
| Arioli 47’ Zaffaroni 82’ (rig.) | Marcatori |  |

| Arbitro: | Ciancaleoni (Foligno) |

|              |           |  |
| Zanoletti 7’ | Marcatori |  |

| Lucca 27 aprile 2003 32ª giornata | Lucchese         | 0 – 0 | Lumezzane | Stadio Porta Elisa\| Arbitro: \| Liberti (Genova) \| |
| Arbitro:                          | Liberti (Genova) |       |           |                                                      |

| Arbitro: | Banti (Livorno) |

|            |           |  |
| Strada 51’ | Marcatori |  |

| Arbitro: | Rodomonti (Teramo) |

|                                    |           |               |
| Raimondi 3’ Fusi 83’ Spampatti 88’ | Marcatori | 86’ B. Pagano |

### Coppa Italia di Serie C

#### Girone D
| Arbitro: | Orsato (Schio) |

|                |           |                        |
| A. Gallo 90+1’ | Marcatori | 21’ Medda 38’ N. Russo |

| Arbitro: | Zin (Cervignano del Friuli) |

|                 |           |                  |
| Centi 1’ (rig.) | Marcatori | 68’, 90+2’ Nardi |

| Arbitro: | Tonolini (Milano) |

|              |           |                  |
| Andreini 85’ | Marcatori | 89’ (rig.) Centi |

| 28 agosto 2002 4ª giornata |  | – Turno di riposo Lumezzane |  |  |

| Lumezzane 4 settembre 2002 5ª giornata | Lumezzane       | 0 – 0 | Mantova | Nuovo Stadio Comunale\| Arbitro: \| Zambon (Padova) \| |
| Arbitro:                               | Zambon (Padova) |       |         |                                                        |

## Statistiche

### Statistiche di squadra
| Competizione | Punti | Totale | Totale | Totale | Totale | Totale | Totale | DR |
| Competizione | Punti | G      | V      | N      | P      | Gf     | Gs     | DR |
| ------------ | ----- | ------ | ------ | ------ | ------ | ------ | ------ | -- |
| Serie C1     | 45    | 34     | 11     | 12     | 11     | 39     | 47     | -8 |
| Totale       |       | -      | -      | -      | -      | -      | -      |    |